# Матильда Шотландська
Матильда Шотландська (1080 —1 травня 1118) — англійська королева, дружина англійського короля Генріха I.
Донька королеви Маргарити Шотландської, за однією з версій, онука королеви Агати Київської та праонука Великого князя Київського Ярослава Мудрого.

## Життєпис

### Молоді роки
Походила з Дункельдської династії. Народилася у 1080 році. Була донькою Малкольма III, короля Шотландії, та Маргарити Англійської, онуки Великого князя Київського Ярослава Мудрого.
При хрещенні отримала англосаксонське ім'я Едіта (від англ. «Щаслива битва»). Її хрещеним батьком був Роберт III Куртгез, герцог Нормандії, а хрещеною матір'ю Матильда Фландрська — дружина Вільгельма Завойовника.
У шестирічному віці Едіта і її молодша сестра Марія були відправлені до Англії для навчання і виховання. Вони оселилися в монастирі Ромсі в Гемпширі, настоятелькою якого була Кристина, дочка Едварда Вигнанця і їх тітка по материнській лінії (сестра Агати Київської).
Едіта, дочка шотландського короля і прямий нащадок англосаксонських монархів, була привабливою партією для багатьох нормандських аристократів. Відомо, що в 1090-х рр. вона відкинула пропозицію аристократа Вільгельма де Варенн та бретонського лицаря Алена Річмондського. Є також відомості, що можливість шлюбу з Едітою розглядалася і Вільгельмом Руфусом II, королем Англії. У період перебування в монастирі, а можливо й безпосередньо перед весіллям, Едіта змінила своє ім'я на англосаксонське − Матильда, більш звичне для нормандців (від нім. «Могутня битва»).

### Шлюб
Після смерті Вільгельма II 2 серпня 1100 року престол Англії захопив його молодший брат Генріх I. Відчуваючи потребу в зміцненні своїх прав на англійську корону та з метою завоювання підтримки англосаксонського населення, Генріх вирішив одружитися з Матильдою Шотландською. Та оскільки вона перебувала в монастирі, виникло питання про законність передбачуваного шлюбу. Тітка Матильди, Кристина, яка за однією з версій була настоятелькою цього монастиря, виступила різко проти шлюбу. Архієпископ Кентерберійський, який повернувся до Англії після кількох років вигнання, не зміг ухвалити рішення з цієї проблеми, і скликав собор англійського духовенства. На соборі Матильда присяглася в тому, що попри своє перебування в монастирі, вона ніколи не приймала постриг і не ставала черницею, і що в Ромсі вона знаходилась виключно з метою навчання і виховання, рятуючись за стінами монастиря від «похоті норманів». Собор ухвалив, що Матильда не була черницею, і дав згоду на її шлюб з королем.
Нормандська династія, що прийшла до влади в Англії в результаті завоювання 1066 року, не мала спадкових прав на англійський престол, і союз з прямим нащадком стародавнього роду англосаксонських королів забезпечував Генріху I і його дітям додаткову підставу для легітимізації їх влади в країні. Крім того, шлюб з Матильдою зміцнював дружні стосунки з Шотландією і ліквідовував загрозу північному кордону Англії: на шотландському престолі протягом усієї першої половини XII ст. змінювали один одного брати Матильди: Едгар, Олександр і Давид.
Матильда і Генріх одружилися 11 листопада 1100 року у Вестмінстерському абатстві. Церемонію проводив архієпископ Ансельм, який і коронував Матильду. Хоча за свідоцтвами Вільяма Мальмсберійського після одруження король Генріх, відомий своїми любовними пригодами, став розсудливим і вірним чоловіком, це не підтверджується іншими даними.
Двір королеви Матильди розташовувався у Вестмінстері, хоча вона також періодично супроводжувала чоловіка у його поїздках по Англії, а в 1106−1107 роках, ймовірно, знаходилася разом із Генріхом у Нормандії. Королеву оточували поети та музиканти, а один з ченців, можливо Тюрго, написав за дорученням Матильди життєпис її матері, Маргарити Святої. Як і Маргарита, Матильда багато часу присвячувала підтримці церков і монастирів, турботі про бідних. Вільям Мальмсберійський згадував про те, як під час Великого посту королева босоніж приходила до церкви, мила хворим ноги та цілувала їм руки. Після своєї смерті вона стала відомою в народі як «Добра королева» або «Матильда Благословенної Пам'яті». Свого часу передбачалося її канонізувати, однак цього не сталося.
Королева Матильда померла 1 травня 1118 року. Через два роки загинув єдиний син Матильди та Генріха — Вільгельм.

## Родина
Чоловік — Генріх I Боклерк, король Англії
Діти:
- Матильда (1102 — 1167) — майбутня королева Англії (1141), першим шлюбом (1114) з Генріхом V, імператором Священної Римської імперії, другим шлюбом (1128) з Жоффруа Мартелом, графом Анжуйським;
- Вільгельм (1103—1120) — загинув в результаті кораблетрощі поблизу берегів Нормандії.

## Генеалогія
Матильда Шотландська веде свій родовід, в тому числі, й від Великих князів Київських Володимира Святого та Ярослава Мудрого.